# 德魯·基布勒
德魯·基布勒（英語：Drew Kibler，2000年3月9日—）是一名出生於美國印第安納州的游泳運動員，曾經獲得2017年世界青少年游泳錦標賽男子4×200米自由泳接力銀牌。

## 外部連結
- 德魯·基布勒的X（前Twitter）
- 德魯·基布勒的Instagram帳戶